# Ungava (półwysep)

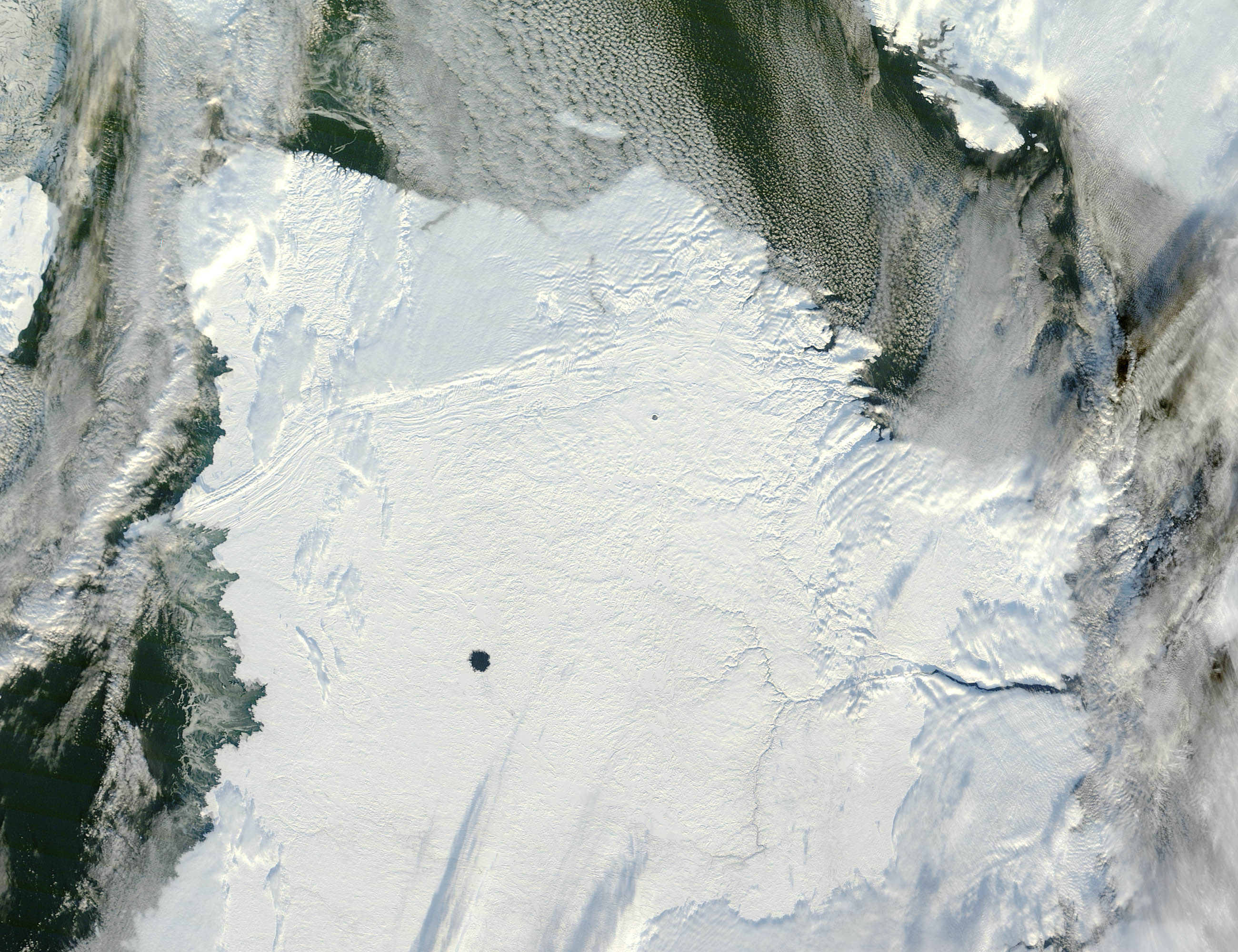
Półwysep Ungava zimą, z wolnymi od lodu jeziorami w kraterach Couture i Pingualuit

Ungava (fr. Péninsule d'Ungava) – półwysep położony w północnej części kanadyjskiej prowincji Quebec, otoczony od zachodu wodami Zatoki Hudsona, od północy - Cieśniny Hudsona, a od wschodu zatoki Ungava. Półwysep Ungava stanowi północną część półwyspu Labrador i zajmuje powierzchnię 252 000 km².
Ungava jest częścią Tarczy Kanadyjskiej. Charakteryzuje się bezdrzewną tundrą oraz dużą liczbą jezior i rzek polodowcowych, zazwyczaj ułożonych równolegle w kierunku wschód - zachód.
90% spośród 10 tys. mieszkańców półwyspu stanowią Inuici, którzy osiedleni są głównie w 12 wioskach wzdłuż wybrzeża. Największa spośród osad, Kuujjuaq jest stolicą Regionalnego Rządu Kativik, który administruje całym półwyspem. Wyspy wokół półwyspu należą administracyjnie do terytorium Nunavut. 